# Helmut Tribus
Helmut Tribus (* 5. März 1927 in Feldkirch; † 21. Dezember 2020 in Rosenheim) war ein österreichischer Schriftsteller, Übersetzer und Pädagoge. Er ist ein Sohn des Tiroler Dramatikers Max Tribus.

## Leben
Helmut Tribus wuchs als Sohn eines Künstlerehepaares wohlbehütet und zunächst unbeschwert in Feldkirch/Vorarlberg auf. Die Lebensverhältnisse für die katholische Familie erschwerten sich mit der Machtübernahme der Nationalsozialisten jedoch dramatisch. In den letzten Monaten des Zweiten Weltkriegs sollte der Jüngling schließlich in den Volkssturm, dem letzten Aufgebot der Wehrmacht, einberufen werden. Seine Mutter, Hertha Tribus, wusste dies zu vereiteln, indem sie mithilfe eines befreundeten Arztes ein Herzleiden bei Helmut vortäuschen ließ. Zuletzt aber musste sich Tribus vor Mitgliedern der NS-Organisation Werwolf verstecken. Nach dem Krieg übersiedelte die Familie nach Innsbruck, wo Tribus im Jahr 1946 am Gymnasium an der Angerzellgasse seine Matura ablegte und Germanistik, Italienisch und Englisch studierte. Damals nahm er siegreich an Rednerwettbewerben der Collegegemeinschaft Innsbruck teil. Seine Studienjahre führten Tribus über Perugia schließlich in die Vereinigten Staaten an die Ohio-Staatsuniversität nach Columbus. Er erhielt hier ein Fulbright- und US-Regierungsstipendium und erlangte den PhD.-Grad. In seiner Promotion behandelte er Sprache und Stil in Thomas Manns Buddenbrooks. Seinerzeit entschied er sich jedoch gegen eine universitäre Laufbahn, gab seine Assistentenstelle auf und kehrte 1960 als Gymnasiallehrer nach Innsbruck zurück. Von 1963 bis 1979 lebte er in Mailand, wo er hauptberuflich an der Deutschen Schule, nebenberuflich am Goethe-Institut sowie als Lektor bei der Erstellung von Wörterbüchern arbeitete. Nach den Jahren in Mailand ließ er sich mit seiner Familie in Rosenheim nieder und unterrichtete am Ignatz-Günther-Gymnasium Deutsch, Italienisch und Englisch. Zusätzlich war er langjähriger Dozent für Italienisch und Englisch an der Volkshochschule Rosenheim, erfüllte einen Lehrauftrag für Italienisch an der Fachhochschule und arbeitete als Übersetzer. Zeitweilig war Tribus Moderator einer eigenen Italienisch-Sendung im Radio Charivari. Bei der feierlichen Begründung der Städtepartnerschaft Rosenheim mit Lazise am 12. Oktober 1980 war er offizieller Dolmetscher. Bis ins hohen Lebensalter wurde er als Zoll-, Polizei- und Gerichtsdolmetscher im oberbayrischen Raum angefordert. Helmut Tribus war 61 Jahre mit der Pädagogin Marianne Tribus verheiratet, die er in den Vereinigten Staaten kennengelernt hatte. Das Paar hatte drei Kinder, Vera, Christian und Edwin Tribus.

## Werk und Bedeutung
Nach seiner Pensionierung 1989 entfaltete Tribus dann sein reichhaltiges Schaffen als Autor von Prosa und Lyrik. In der Zeitschrift Rochade Europa veröffentlichte er zahlreiche humorvoll pointierte Schach-Gedichte. Tribus war ein begabter Kommunikator und schöpfte seine Ideen aus den Begegnungen mit zahllosen Menschen. Thematische Schwerpunkte seiner Dichtkunst entsprangen seiner außerberuflichen Betätigung als Mineraliensammler und Schachspieler. Er verfasste humoristische Gedichte, aber auch atmosphärisch einfühlsame Naturlyrik, Prosa über Bergsteiger und Mineraliensammler sowie ein Kinderbuch. Ein durchgehendes Merkmal seines Schaffens ist eine optimistische, zuversichtliche Weltsicht. Vorträge und Lesungen mit seiner markanten, unverwechselbaren Sprechstimme machten ihn vorwiegend bei einem Publikum in Tirol und Oberbayern bekannt. In seiner humoristischen Lyrik knüpfte er als einer der wenigen Autoren seiner Zeit erfolgreich an Joachim Ringelnatz und Eugen Roth an.

## Werke (Auswahl)
- Der lachende Kirchturm. Verlagsanstalt Tyrolia, Innsbruck / Wien / München 1995.
- Schach in flotten Versen. Europa-Rochade, Maintal 1995.
- Vorsicht, Damen im Spiel. Europa-Rochade, Maintal 1996.
- Denn alle Welt ist Gottes Zoo. Verlagsanstalt Tyrolia, Innsbruck 1996.
- Was da am Berg so kreucht und fleucht. Amüsante Bergsteiger-, Jäger- und Steinsammlergeschichten. Behrenkamp, 1999.
- Alte Wege nach Rom, auf traditionsreichen Straßen in die ewige Stadt. Francesco Dufour (Helmut Tribus als Übersetzer). Tyrolia-Verlag, 1999, ISBN 3-7022-2252-9.
- Vom Zweibeiner zum Tausendfüßler. Berenkamp, 2006.
- Im Bann der Natur. Berenkamp, 2006.
- Hops, jetzt kommt Tops, Erlebnisse eines Dinosaurier-Jungen. (mit Illustrationen von Benno Meliss). Berenkamp, Hall 2009.